# Essegvár
Az Essegvár romjai Bánd községben találhatóak, Veszprémtől nyugatra (12 km), Herendtől keletre (4 km) Veszprém vármegyében. A 8-as főúton közelíthető meg.

## A vár elhelyezkedése
A vár romjait Bánd község határában, a Séd patak mellett emelkedő mészkőszirt nyugati végén találjuk. A faluból kis turistaúton közelíthetjük meg.

## A vár története
A vár szabálytalan alaprajzú, belsőtornyos, mintegy 60x70 m nagyságú területen helyezkedik el. Első körfalai, a várudvart övező, a védőfalhoz támaszkodó, fából készült lakó- és egyéb épületek a 13. században épülhettek, feltehetően 1270 környékén, melyeket a 14. században építettek át kőépületekre, mindenekelőtt az északi oldalon valaha állt 1332-től már ismert Szent György várkápolnát. Első írásos említése 1309-re datálódik, Igmándi Lőrinc ekkor eladja a Castrum Scegh néven említett várat egy Lőrinte nevű előkelőnek. Az ő utódai vették fel később az Essegvári családnevet. Lőrinte Károly Róbert pártjára állt, így Kőszegi Iván a félelmetes dunántúli oligarcha hadba vonult ellene. A támadók elfoglalták az erődítményt, és foglyul ejtették a birtokost és lófarkon hurcolva végeztek ki. Négy év múlva azonban a királyi hadak visszafoglalták a várat, melyet a király az uralkodóhoz hű Lőrinte fiának, Tamásnak juttatott vissza.
A 15. században készültek el a fal elé ugró külső tornyok, egy-egy nagyobb épület, a keleti, valamint a nyugati falnál a lakóépületek és egyéb helyiségek. Lehetséges, hogy ekkor épült meg a lovagterem is. A vár udvarának északi részén állt a ciszterna.
Az Essegváriak a trónkövetelő Nápolyi László táborához csatlakoztak, Zsigmond király elkobozta tőlük a várat és a bakonyi erdőispánság igazgatása alá vonta. Az 1440-es években I. Albert király halála után támadt belháborús időszakban Himfy Tamás veszprémi püspök fegyvereseivel elfoglalta a várat, amit csak a bátaszéki csatában kivívott győzelem után tudott visszaszerezni a királypárti Essegvári család. A trónra lépő I. Ulászló mind a Rozgonyiakat, mind az Essegváriakat birtokba helyezte, ami újabb pereskedésekhez vezetett. Végül 1472-ben Essegvári György szerezte ténylegesen vissza az erődítményt családja számára.
1499-ben Essegvári Ferenc feleségül vette Himfy Orsolyát, akinek kezével együtt megkapta a döbröntei váruradalmat. Rövidesen a kényelmesebb lakhatást biztosító Döbröntére költöztek, Essegvárat elhanyagolták.
A vár pusztulásának körülményei ismeretlenek, valószínű, hogy a Veszprémet 1552-ben ostromló török sereg egyik portyázó lovascsapata pusztította el. A gazdátlan romokat többé nem építették újjá, anyagait a környékbeli lakosság hordta el lakóházai újjáépítéséhez. 1641-ben ismét említik a várat, amikor Dömölki András az ellen tiltakozik, hogy őt Gorop Ferenc nagyprépost eltiltotta a romos Essegvár használatától.
A pusztuló várból csak a keleti oldalon egy négyszögletes torony, a hozzá délről és keletről csatlakozó kevés falmaradvány látható, az egykori épületek megmaradt alapfalai a föld alatt vannak. Feltárása és az ezzel párhuzamos műemléki megóvó munkálatok 2003-ban megkezdődtek. Előbb a délkeleti torony feltárása és restaurálása történt meg, majd a keleti és déli falak napvilágra hozatala.

## Képgaléria

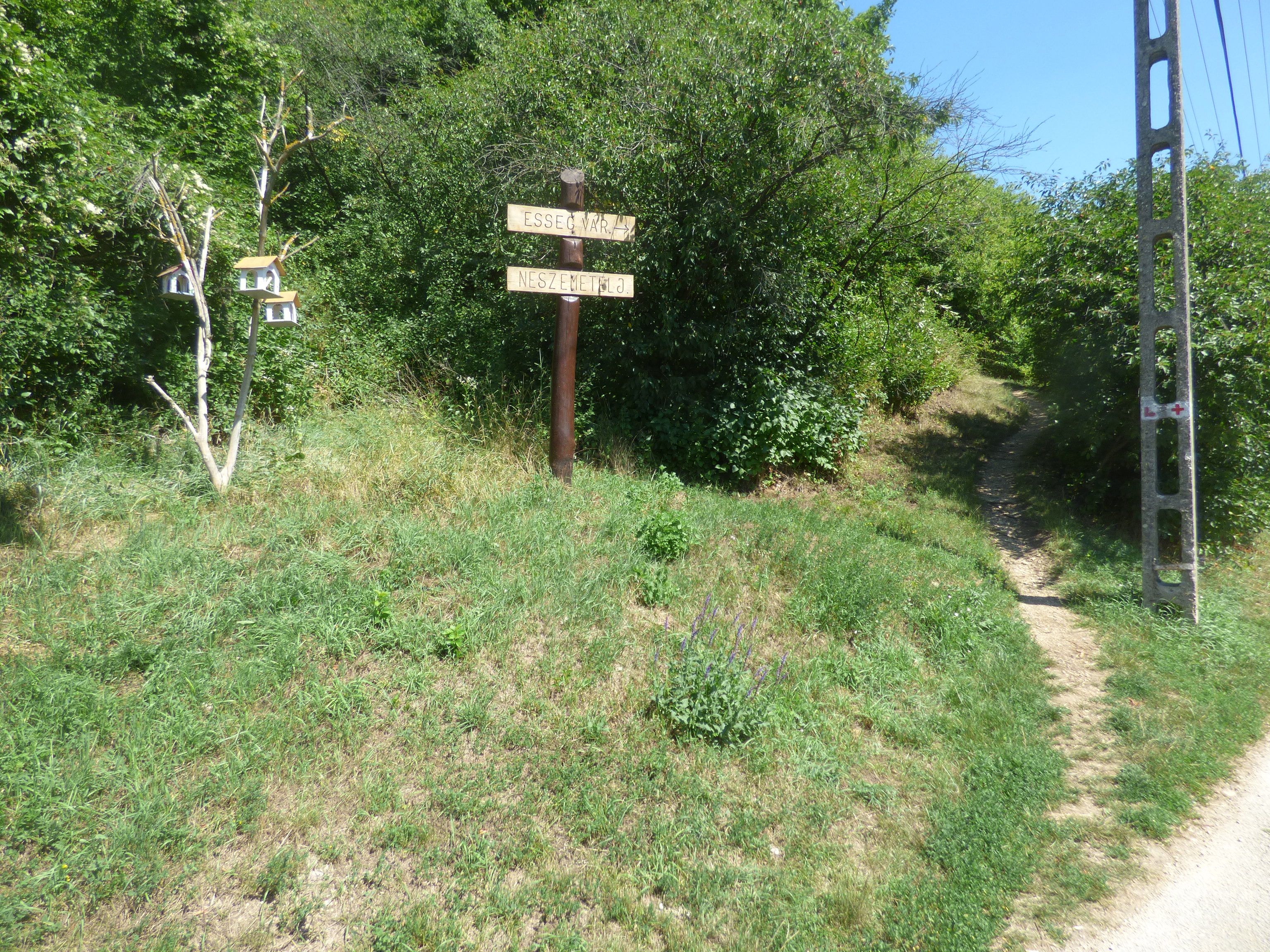
A várhoz felvezető ösvény kezdete
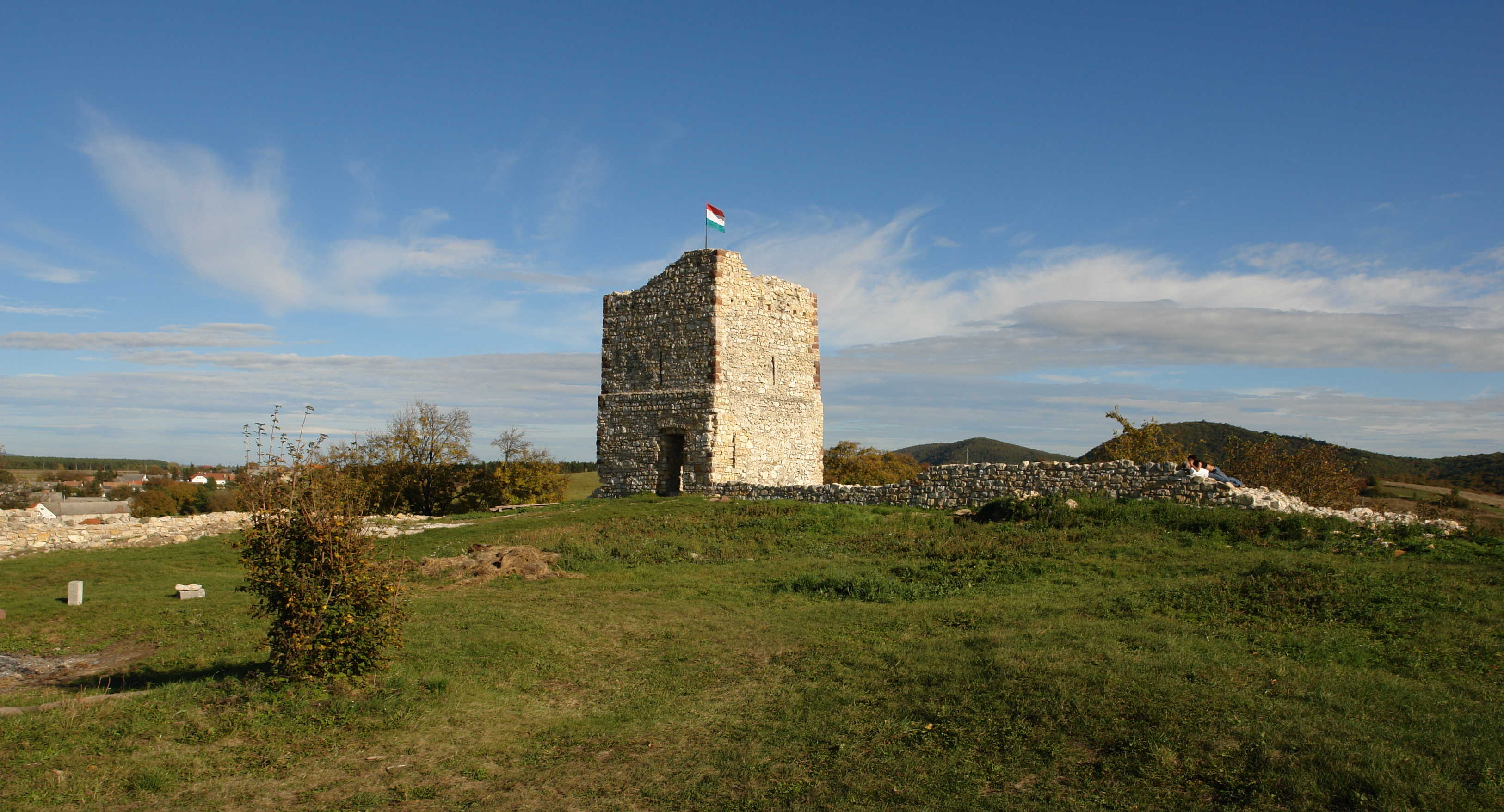
A vár romjai
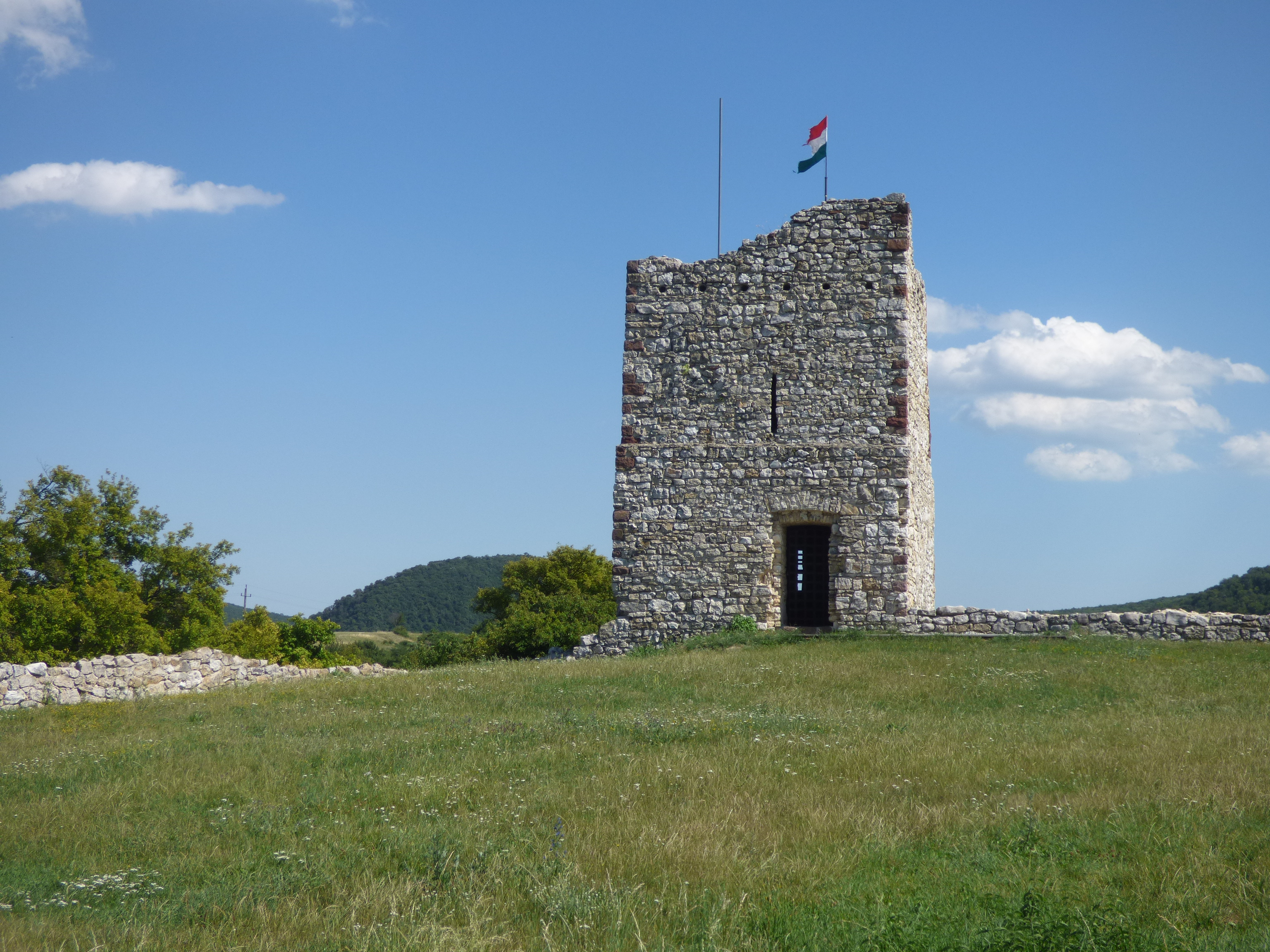
Essegvár öregtornya nyugat felől
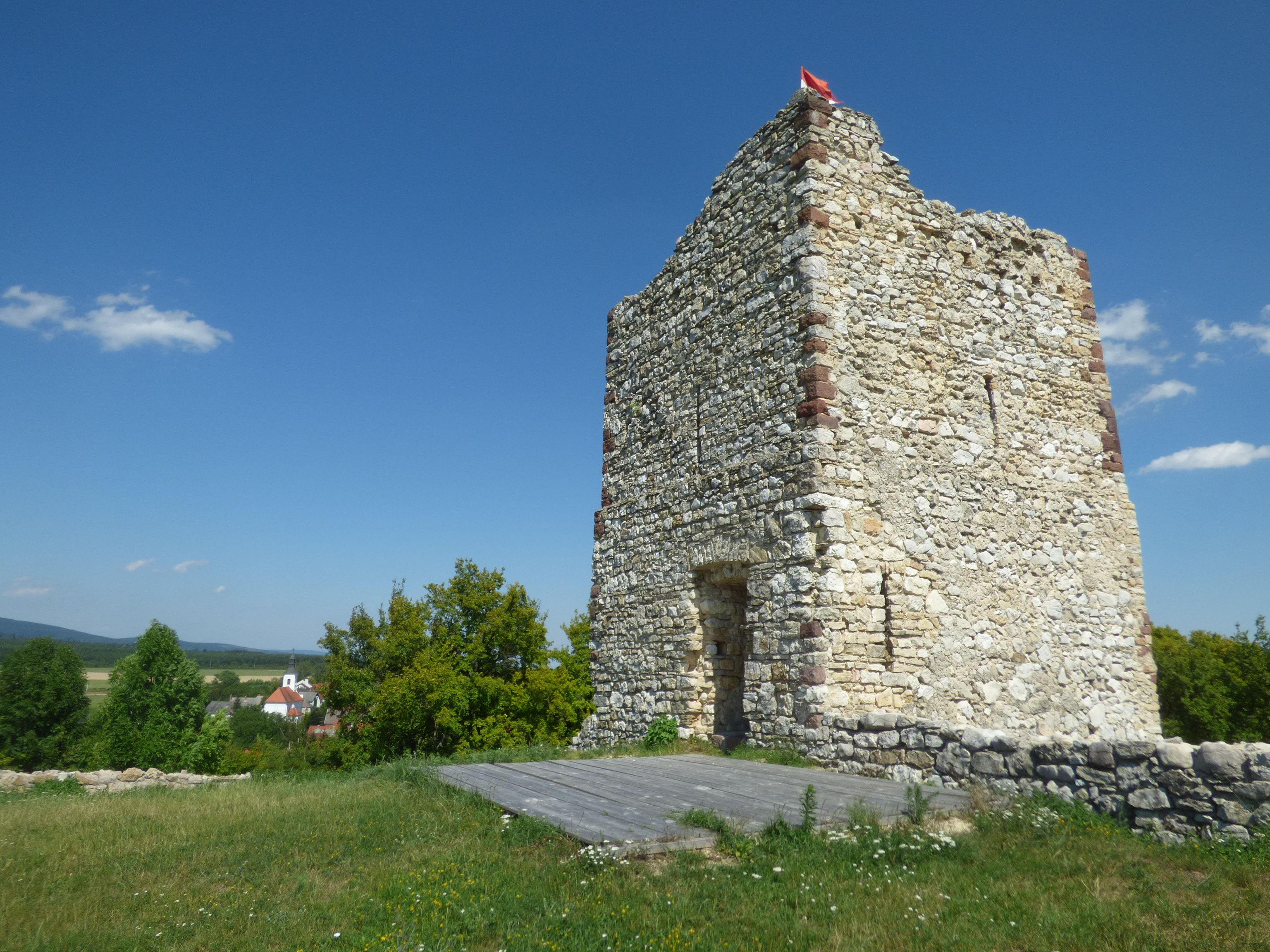
Az öregtorony délnyugat felől
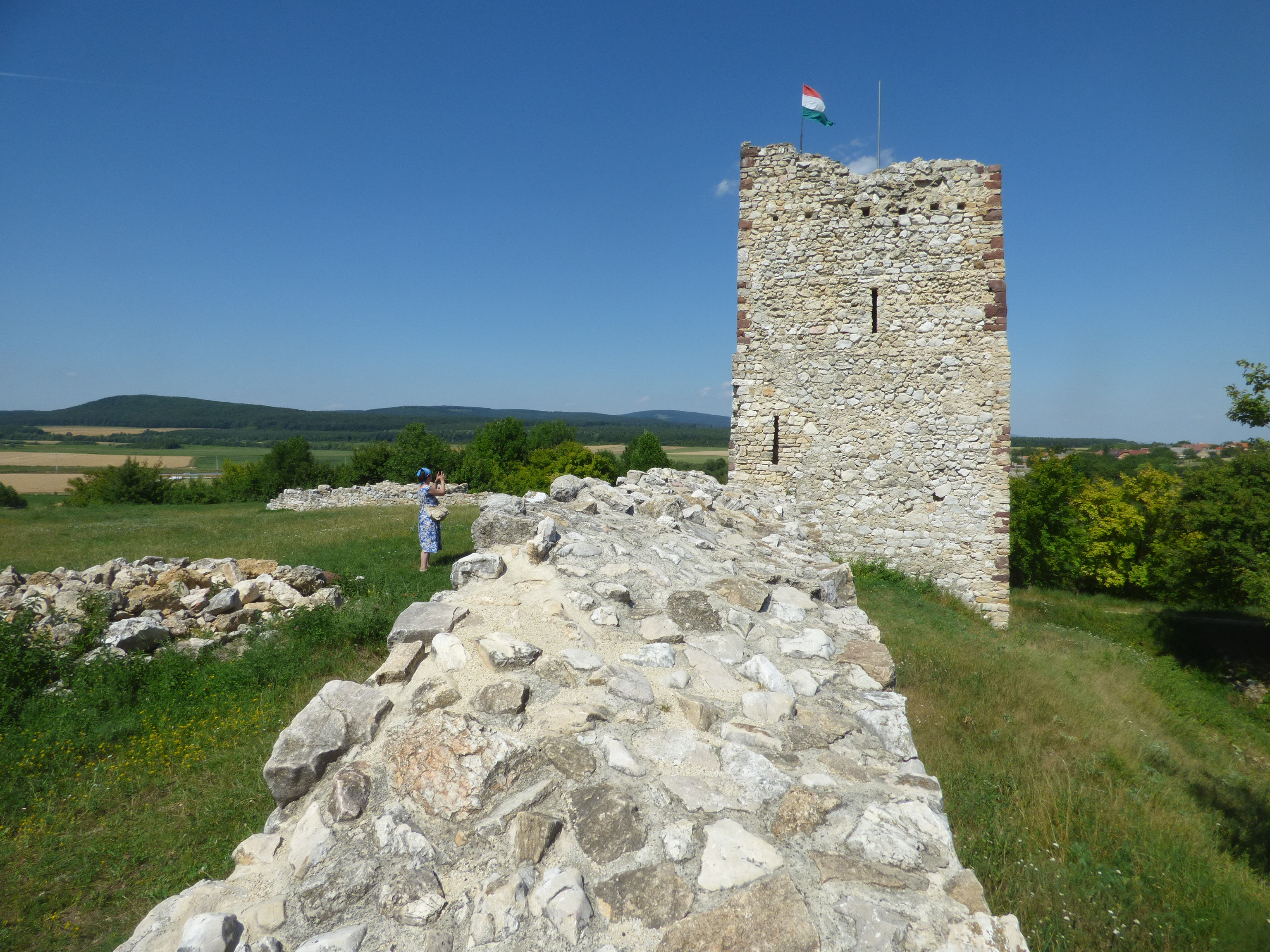
A vár öregtornya és falai dél felől
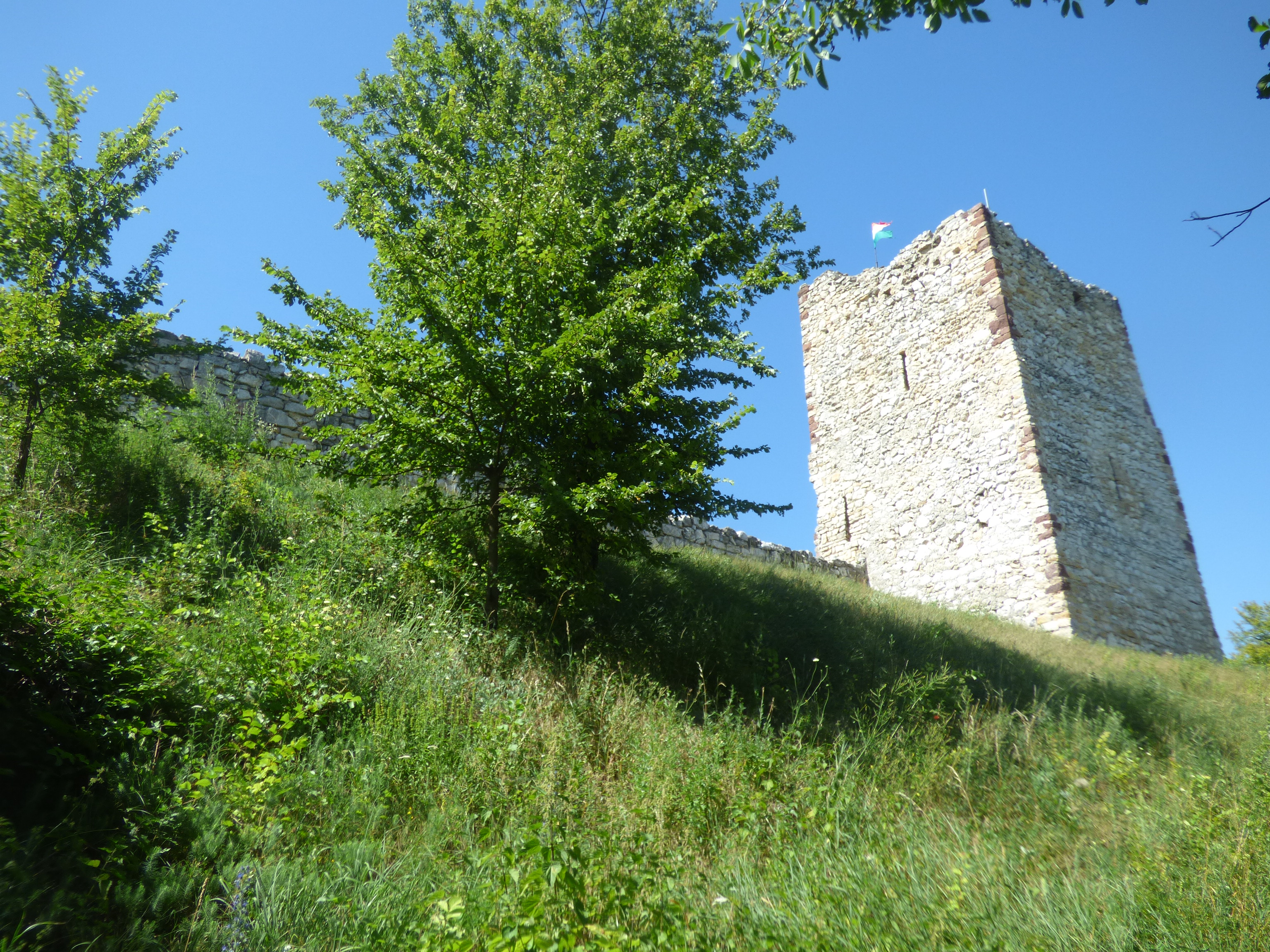
A torony a várat keletről határoló kis völgy felől
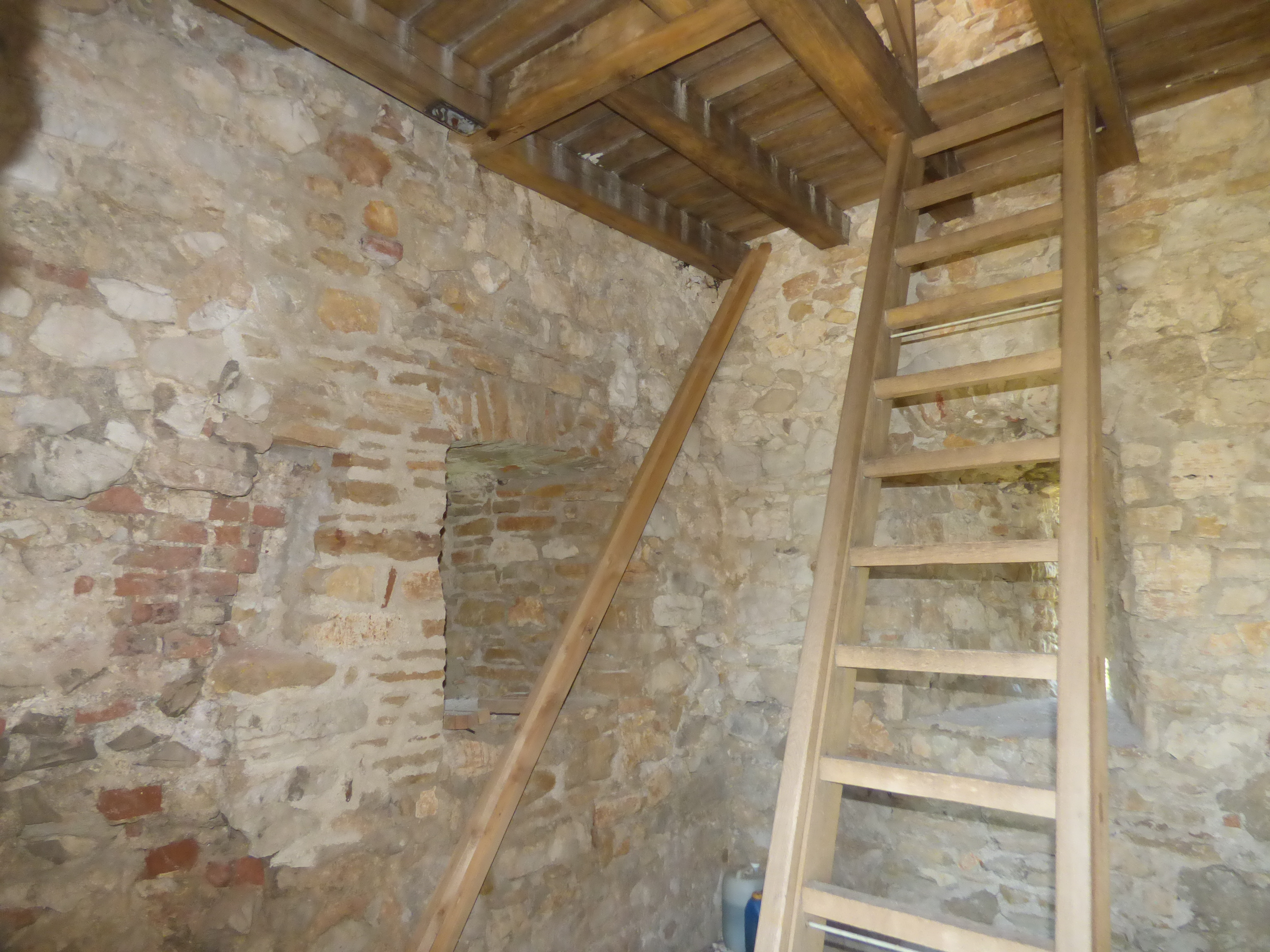
Az öregtorony belső tere
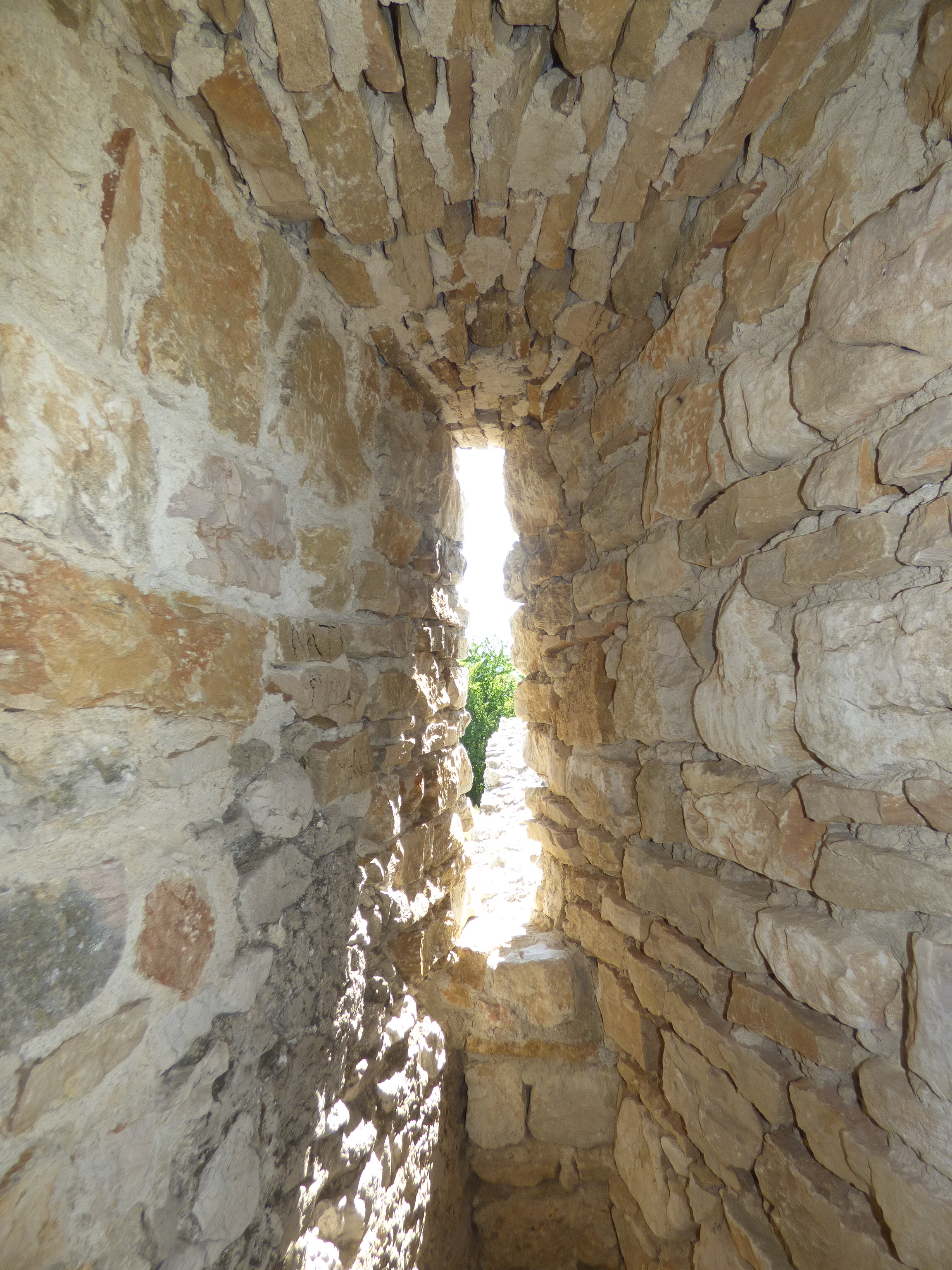
Lőrés az öregtorony bejáratánál